# Calonne-Ricouart

Calonne-Ricouart este o comună în departamentul Pas-de-Calais, Franța. În 1 ianuarie 2022 avea o populație de 5.416 de locuitori.